# Беннеттитовые
Беннеттитовые (реже беннетитовые) — группа вымерших древовидных голосеменных растений, внешне похожие на современные саговники. Названы по имени английского ботаника Дж. Беннетта, открывшего это растение.
Беннеттитовые существовали в палеозое — отложения формации Умм-Ирна (Umm Irna formation) лопинского отдела (en:Lopingian) перми (от 260 млн до 252 млн лет назад), залегающие на территории Иордании вдоль восточного берега Мёртвого моря.
Массовое распространение беннеттитовые получили в середине мезозоя — юре и раннем мелу. Количество беннеттитовых резко упало в середине мелового периода, они исчезли к концу мела (70—66 млн лет назад), хотя есть предположения о том, что остатки этой группы существовали в Австралии и на Тасмании вплоть до олигоцена.
Ранее рассматривались как предки цветковых растений.

## Систематика
Эту группу либо рассматривают как таксон в ранге класса лат. Bennettitopsida (беннеттитопсиды), либо включают в состав саговниковых в ранге порядка лат. Bennettitales.
Группа включает два семейства — вилльямсониевые (также вильямсониевые, лат. Williamsoniaceae) и беннеттитовые (лат. Bennettitaceae или Cycadeoideaceae) и около 20 родов.

## Биология
Считается, что некоторые беннеттитовые были энтомофильными. В частности, они могли опыляться двукрылыми, такими как Zhangsolvidae и Acroceridae.

## Находки
Окаменелости семейства вильямсониевых найдены почти на всех континентах; они были распространены как зонах жаркого климата, так и в местах с умеренно тёплым климатом. Семейство беннеттитовых было распространено в Северной Америке, окаменелости найдены также в Западной Европе, Монголии, Индии, Японии в областях жаркого засушливого климата.
В Казахстане ископаемые остатки беннеттитовых найдены в составе флоры триаса на реке Елек, юры в Каратау[каком?] и на Мангышлаке, мела на озере Шошкаколь Актюбинской области.